# Oskar Oehler
Oskar Oehler (* 2. Februar 1858 in Annaberg (Erzgebirge); † 1. Oktober 1936 in Berlin) war ein deutscher Klarinettist und Musikinstrumentenbauer. Er ist Schöpfer des Oehler-Systems.

## Leben
Bereits 1858 zog er mit seinen Eltern ins ostthüringische Weida, wo er ab 1873 eine Orgelbauerlehre machte. Ab 1876 erhielt Oehler Klarinettenunterricht in der dortigen Stadtkapelle, bevor er nach Anstellung als Klarinettist in Halle (Saale), Nizza, Hamburg und London 1883 Mitglied der Berliner Philharmoniker wurde. 1887 eröffnete er in Berlin-Schöneberg eine Werkstatt für Holzblasinstrumente, um sich vor allem dem Klarinettenbau, der Bohrungsverbesserung und der Anfertigung von Mundstücken zu widmen. Seinen Beruf als Klarinettist der Berliner Philharmoniker gab er 1888 auf.

## Werk
Unter den akustischen und mechanischen Verbesserungen, welche Oehler für die Klarinetten entwickelte, ist die nach ihm benannte Oehler-Mechanik – die Gabel-B/F-Mechanik mit blindem Deckel am Unterstück – die bekannteste. Er soll sie angeblich beim „Dämmerschoppen“ auf einem Bierfilz entworfen und gleich darauf mit Friedrich Gustav Uebel in dessen Werkstatt in die Tat umgesetzt haben. Die technischen Intentionen Oehlers sind nicht überliefert, da das angemeldete Gebrauchsmuster als Dokument nicht mehr erhalten ist. Sicher ist, dass er Klang und Stimmung der Griffe Gabel –b / F2 verbessern wollte. Er erreichte damit außerdem eine ausgeglichenere Stimmung der Klarinette, besonders in der dritten Lage. Die Oehler-Mechanik wird bis heute unverändert von fast allen Herstellern deutscher Klarinetten gebaut und gilt für professionelle Instrumente als Standard. Diese Entwicklung gilt vielen als die letzte große Verbesserung des deutschen Klarinettensystems. Der Vollständigkeit halber sei aber die Schmidt-Kolbe-Klarinette erwähnt, die bestimmte Mängel der Oehler-Klarinette vermied und die von namhaften Solisten als das bessere Instrument angesehen wurde, aber seit dem Tode von Fritz Wurlitzer nicht mehr produziert wird, im Einzelnen siehe den Artikel Griffsysteme Klarinette.
Zu Oehlers Schülern zählen unter anderem Georg Graeßel (Nürnberg), Friedrich Arthur Uebel (Markneukirchen) und Ludwig Warschewski (Stockholm).